# Hemiscyllium henryi
Hemiscyllium henryi is een in 2008 voor het eerst beschreven epaulethaai uit het geslacht Hemiscyllium uit de familie Hemiscylliidae, orde bakerhaaien (Orectolobiformes). Deze haai komt voor in westelijk Nieuw-Guinea (provincie West-Papoea, Indonesië). De beschreven exemplaren waren afkomstig uit Selat Iris, een zee-engte tussen het hoofdeiland en het eilandje Aiduma. De vis leeft op diepten tussen de 3 en 30 m. Deze epaulethaai kan 78 cm (mannetje) en 81,5 cm (vrouwtje)lang worden.